# 本多康完
本多 康完（ほんだ やすさだ）は、近江膳所藩の第11代藩主。康俊系本多家宗家11代。

## 生涯
7代藩主・本多康桓の嫡子でのち廃嫡された本多忠薫の長男。先代藩主・本多康匡の養嗣子となり、康匡が天明元年（1781年）12月に死去したため、翌年2月22日に跡を継いだ。寛政2年（1790年）12月より御所造営を担当して、後桜町天皇や幕府から賞賛された。文化3年（1806年）10月8日、38歳で死去し、後を弟の康禎が継いだ。

## 系譜
父母
- 本多忠薫（実父）
- 本多康匡（養父）

正室、継室
- 秋元永朝の娘（正室）
- 板倉勝志の娘（継室）

子女
- 戸田忠禄正室
- 高力某室
- 高木某室
- 藤懸某室

養子
- 本多康禎 ー 実弟